# وستوود (نیوجرسی)
وستوود (به انگلیسی: Westwood) شهری در ایالت نیوجرسی کشور ایالات متحده آمریکا است که جمعیت آن در سرشماری سال ۲۰۱۰ میلادی، ۱۰٬۹۰۸ نفر بوده‌است.